# Haringvreter
De Haringvreter is een onbewoond eiland in het Veerse Meer, in de Nederlandse provincie Zeeland oost van de stad Veere, en zuid van het dorp Kamperland. Het eiland dankt zijn naam aan de vele zeehonden die voor de sluiting van het Veerse Gat in 1961 op het eiland verbleven en door de lokale vissers 'haringvreters' genoemd werden. Het eiland is tegenwoordig grotendeels beplant met een bos van ca. 20 ha vooral zomereik en gladde iep. meidoorn, Gelderse roos, Spaanse aak, sleedoorn en vlier vormen de struiklaag. Een deel is weidegebied waarop koeien grazen en orchideeën groeien. In de tachtiger jaren zijn er damherten illegaal losgelaten, hun aantal is fors toegenomen tot zo’n 700 dieren in 2021. Het is tegenwoordig een foerageer- en overnachtingsgebied voor vele soorten vogels. Jaarlijks overwinteren zeker 40.000 gasten uit Scandinavië en Noord-Rusland. Er zijn dan onder meer brandganzen, kolganzen, blauwe kiekendieven, brilduikers, middelste zaagbekken, nonnetjes en smienten. Kenmerkend is dat de noordse woelmuis er veelvuldig voorkomt. Het eiland is in eigendom van Staatsbosbeheer die het eiland beheert.
Jaarlijks wordt de Haringvreter gerond door zo'n twintig tot dertig roeisloepen uit het hele land, die vanuit Veere deelnemen aan de Veerse Slag.
Het eiland is net als een aantal andere onbewoonde eilanden zoals de Schutteplaat, Mosselplaat, Goudplaat (geen eiland), Oranjeplaat, Arneplaat en Bastiaan de Langeplaat vrij toegankelijk voor de (water-)recreatie.  Er zijn twee aanlegsteigers en een mini-haventje. De maximum toegestane tijd op een ligplaats of ankerplaats is 24 uur.